# Ljuspannad duva
Ljuspannad duva (Leptotila verreauxi) är en amerikansk fågel i familjen duvor med vid utbredning från Texas i USA till Argentina. Fågeln är ljust gråbrun i fjäderdräkten och i formen rätt kompakt med kort stjärt. Den trivs i buskmarker och öppen skog där den för en tillbakadragen tillvaro på marken. IUCN kategoriserar den som livskraftig. 

## Kännetecken

### Utseende
Ljuspannad duva är en kompakt duva med rundade vingar och kort stjärt. Undertill är den ljust gråaktig med mörkare brunaktiga vingar och rygg samt mycket ljust ansikte med röd orbitalring. I flykten syns ljus kropp, tvärt avskuren stjärt med vita stjärthörn och rostfärgade undre vingtäckare. Kroppslängden är 23,5–29,5 cm.

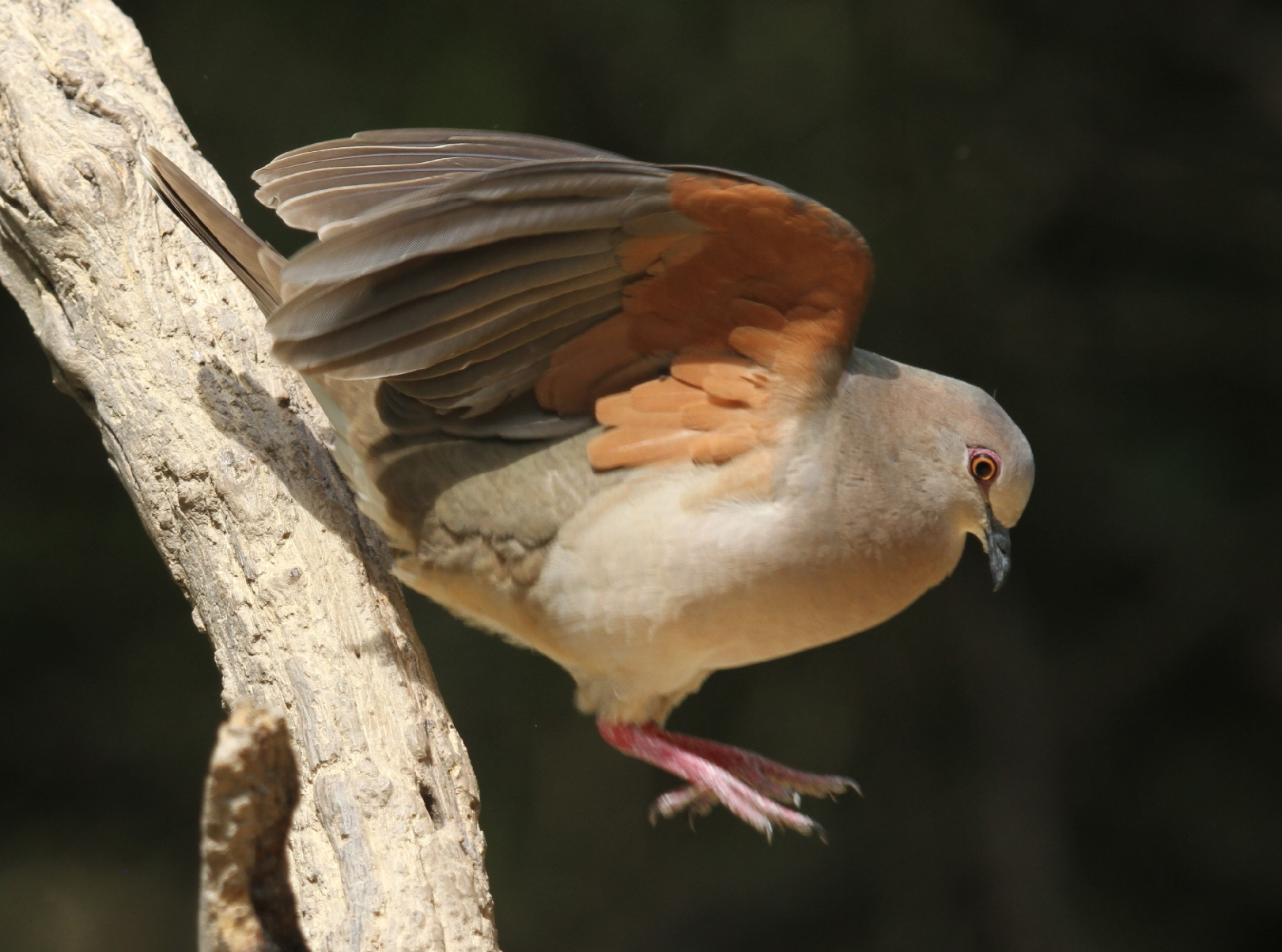
I flykten syns ljuspannade duvans rostfärgade undre vingtäckare.

### Läte
Sången beskrivs som ett lågt ihåligt klagande ljud, "oh-oohooooooooooo", som ljudet när man blåser över en toppen på en tom flaska. Vid uppflog hörs ett tunt visslande ljud från vingarna.

## Utbredning och systematik
Ljuspannad duva delas in i 14 underarter med följande utbredning:
- verreauxi-gruppen
  - Leptotila verreauxi capitalis – Islas Marías (västra Mexiko)
  - Leptotila verreauxi angelica – södra Texas och Mexikos södra kust till Guerrero och Veracruz
  - Leptotila verreauxi fulviventris – sydöstra Mexiko och Yucatánhalvön till östra Guatemala och Belize
  - Leptotila verreauxi bangsi – västra Guatemala, El Salvador, Nicaragua och västra Honduras
  - Leptotila verreauxi nuttingi – västra stranden av Nicaraguasjön och Ometepe
  - Leptotila verreauxi riottei – sluttningen mot Karibien i Costa Rica
  - Leptotila verreauxi verreauxi – sydvästligaste Nicaragua till Colombia, Venezuela och öarna utanför
  - Leptotila verreauxi zapluta – Trinidad
  - Leptotila verreauxi tobagensis – Tobago
- Leptotila verreauxi decolor – västra Anderna från  Colombia till norra Peru (Marañóndalen och Trujillo)
- brasiliensis-gruppen
  - Leptotila verreauxi brasiliensis – Guyanaregionen och norra Brasilien söderut till norra stranden av Amazonfloden
  - Leptotila verreauxi approximans – nordöstra Brasilien (Piauí och Ceará till norra Bahia)
  - Leptotila verreauxi decipiens – lågland i östra Peru, östra Bolivia och västra Brasilien söder om Amazonas
  - Leptotila verreauxi chalcauchenia (syn.chlorauchenia[5]) – södra Bolivia till Paraguay, södra Brasilien, Uruguay och norra centrala Argentina

Vissa inkluderar riottei och zapluta i nominatformen men urskiljer samtidigt underarten hernandenzi med utbredning i sydvästra Colombia. Underartsgruppen brasiliensis har föreslagits utgöra en egen art.

## Levnadssätt
Fågeln hittas i buskage, skogsbryn och öppen skog. Den är svår att få syn på när den födosöker på marken på jakt efter frön och frukt. Lättast att se den är i flykten eller vid fågelmatningar. I Costa Rica häckar den året runt, men i minst utsträckning maj–juni och oktober–november, och i Surinam de flesta månader.

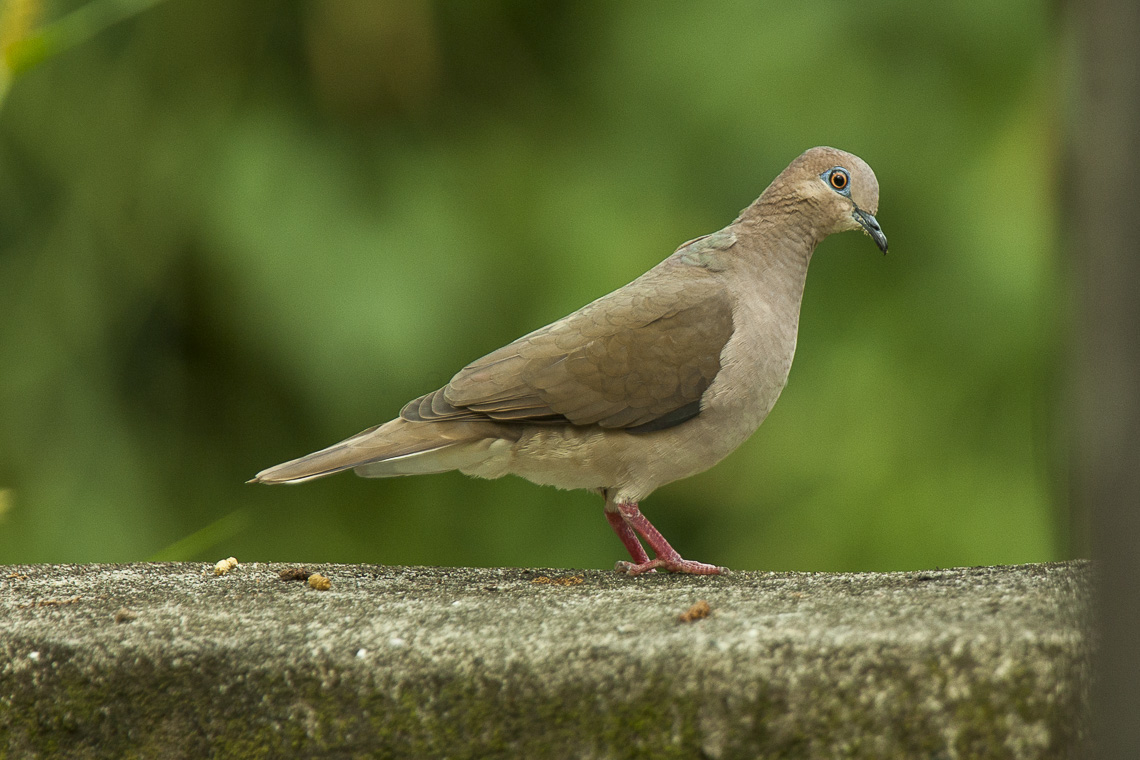
Vitpannad duva fotograferad i Panama.

## Status och hot
Arten har ett stort utbredningsområde och en stor population med stabil utveckling. Utifrån dessa kriterier kategoriserar IUCN arten som livskraftig (LC). Världspopulationen uppskattas till cirka 20 miljoner vuxna individer.

## Namn
Fågelns vetenskapliga artnamn hedrar Jules Pierre Verreaux (1807-1873), fransk handlare i specimen.

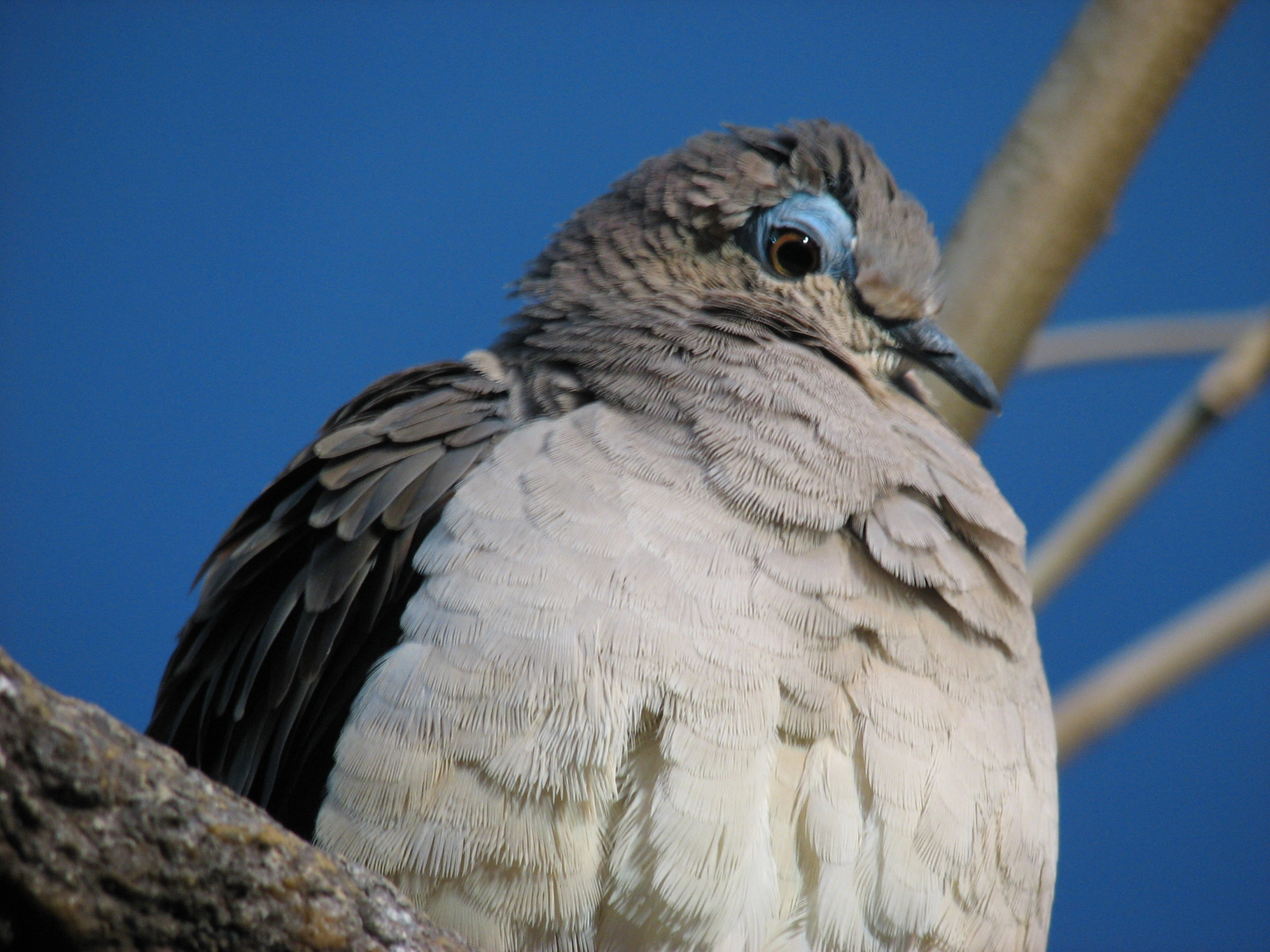